# غراهام دود
غراهام دود (بالإنجليزية: Graham Dowd)‏ هو لاعب اتحاد الرغبي نيوزيلندي، ولد في 17 ديسمبر 1963 في تاكابونا ‏ في نيوزيلندا.

## وصلات خارجية
- غراهام دود عل موقع إسبنسكروم (الإنجليزية)